# Ahuimanu
Ahuimanu, ʻĀhuimanu, är en ort i Honolulu County på Oahu, Hawaii, USA. Ahuimanu är en census designated place och hade 8 506 invånare vid folkräkningen 2000.
Orten ligger på Ko'olaus sluttning och separeras från Heeia av en låg ås. 